# Stefan Raszewski
Stefan Raszewski (ur. 11 sierpnia 1900 w Książu Wielkopolskim, zm. 10 listopada 1974 w Śremie) – polski mistrz kominiarski, powstaniec wielkopolski, naczelnik OSP Śrem w latach 1945–1956, dowódca przymusowego oddziału pożarniczego Polaków w Śremie (Flichtfeuerwehr zu Schrimm), powołanego przez Niemców w latach 1939–1945. Członek sądu honorowego przy Zarządzie Wojewódzkim ZOSP w Poznaniu w latach 1958–1965. Założyciel Rzemieślniczej Spółdzielni Pracy Kominiarzy w 1953 r. Działacz społeczny, zasłużony dla miasta Śrem.

## Życiorys

### Młodość
Był synem Walentego Raszewskiego, mistrza kominiarskiego, oraz Florentyny z d. Naskręcka. Po ukończeniu szkoły powszechnej w Książu, od 1914 roku uczył się zawodu kominiarza od swojego ojca. 

### Powstanie wielkopolskie
20 listopada 1918 roku wstąpił do Straży Ludowej w Książu. Po wybuchu powstania wielkopolskiego, wraz z oddziałem ksiąskiej Straży dowodzonym brał udział w wyzwoleniu Śremu w nocy 30 grudnia 1918 roku. Pozostał w Śremie i wstąpił ochotniczo do tworzącego się wojska powstańczego. Jako żołnierz bez wyszkolenia i doświadczenia do końca powstania pełnił służbę patrolową i wartowniczą w Śremie. 19 lutego 1919 roku został zdemobilizowany. Po niej zamieszkał na stałe w Śremie.

### Późniejsza działalność
Krótko po zamieszkaniu w Śremie wstąpił do Ochotniczej Straży Pożarnej w Śremie. Odbył również obowiązkową służbę wojskową w 12 Pułku Strzelców Wielkopolskich. W marcu 1925 zdał egzamin mistrzowski w zawodzie kominiarza. Od tego czasu pracował w Śremskim Obwodzie Kominiarzy, kształcąc kolejne pokolenia kominiarzy. Działał w Towarzystwie Powstańców i Wojaków w Śremie. Udzielał się w zawodowych stowarzyszeniach kominiarzy, był m.in. sekretarzem Korporacji Koncesjonowanych Kominiarzy w Poznaniu. 
Jako strażak brał udział w akcjach gaszenia pożarów i w ćwiczeniach, ale prowadził także kursy ppoż. i zakładał kolejne jednostki OSP w powiecie śremskim, m.in. w rodzinnym Książu Wielkopolskim w 1928 roku. Podczas okupacji hitlerowskiej był komendantem Przymusowej Straży Pożarnej powołanej przez Niemców. Jako swojego zastępcę wybrał Stanisława Skotarczaka. Po wyzwoleniu Śremu 23 stycznia 1945 roku, w dniu 22 kwietnia Stefan Raszewski zwołał pierwsze zebranie strażaków, w celu wznowienia działalności śremskiej OSP. Na zebraniu tym wybrano nowy Zarząd OSP ze Stefanem Raszewskim jako naczelnikiem. Obejmował to stanowisko do 1953.
W 1945 roku został prezesem Śremskiego Obwodu Kominiarzy. Po zakończeniu wojny, w latach 1945–1949, oprócz funkcji naczelnika OSP Śrem, pełnił funkcję Powiatowego Komendanta Pożarnictwa z ramienia Związku Ochotniczych Straży Pożarnych. W 1953 roku założył Rzemieślniczą Spółdzielnię Pracy Kominiarzy w Śremie. Kierował nią do emerytury. W latach 1956–1962 był radnym Powiatowej Rady Narodowej w Śremie. Od 1962 roku był członkiem Komitetu Budowy Nowej Strażnicy w Śremie. Działał w sekcji kręglarskiej, w Towarzystwie Upiększania Miasta Śremu, w śremskim kole Polskiego Czerwonego Krzyża, w powojennym Związku Powstańców Wielkopolskich w Śremie, a później w śremskim Kole Związku Bojowników o Wolność i Demokrację. Był członkiem zarządu śremskiego Stronnictwa Demokratycznego. Brał udział w założycielskim zebraniu Autonomicznej Sekcji Motorowej i wszedł w skład jej zarządu.

## Upamiętnienie
Stefan Raszewski jest często wymieniany w historii OSP Śrem Krystiana Skotarczaka zamieszczonej w Gazecie Śremskiej, w opracowaniach Sławomira Drozda pt „Ochotnicza Straż Pożarna w Śremie w latach 1867–1999”, oraz Stanisława Łady pt. „Dwa Sztandary”.
W czasie obchodów 100 lecia Powstania Wielkopolskiego padło stwierdzenie, że Stefan Raszewski był „Kultowym powstańcem wielkopolskim”.

## Odznaczenia
Według Słownika biograficznego Śremu:
- Krzyż Kawalerski Orderu Odrodzenia Polski (1968)
- Złoty Krzyż Zasługi (1966)
- Odznaka Powstańca Zbrojnego (1922)
- Medal Zwycięstwa i Wolności 1945 (1947)
- Odznaka Grunwaldzka (1947)
- Odznaka Pamiątkowa Tow. Powstańców i Wojaków (1925)
- Wielkopolski Krzyż Powstańczy (1957)
- Odznaka Za Zasługi w Rozwoju Woj. Poznańskiego (1965)
- Odznaka Tysiąclecia (1965)
- Odznaka honorowa Miasta Śrem (1960)
- Brązowy Medal Za Zasługi dla Pożarnictwa (1938)
- Srebrny Medal Za Zasługi dla Pożarnictwa (1958)
- Złoty Medal Za Zasługi dla Pożarnictwa (1964)
- Odznaka Wzorowy Strażak (1962)
- Odznaka 25-lecia Stronnictwa Demokratycznego (1964)
- Srebrna odznaką Izby Rzemieślniczej w Poznaniu (1960)
- Odznaka Honorowa Polskiego Czerwonego Krzyża (1972)